# 万尼瓦尔·布什
万尼瓦尔·布什（英語：Vannevar Bush，1890年3月11日—1974年6月28日），美国工程师，发明家和科学行政人员，在第二次世界大战期间担任美国科学研究与开发办公室的负责人，几乎所有的战时军事研发都是通过该办公室进行的，包括雷达的重要发展以及曼哈顿计划的启动和早期管理。他强调了科学研究对国家安全和经济福祉的重要性，并敦促建立国家科学基金会。
布什于1919年加入麻省理工学院电气工程系，并于1922年创立了后来的雷神公司。布什于1932年成为麻省理工学院副校长和麻省理工学院工程学院院长，并于1938年成为华盛顿卡内基研究所所长。
在他的职业生涯中，布什为自己的一系列发明申请了专利。他尤其以模拟计算机和Memex而闻名。
布什于1938年被任命为国家航空咨询委员会（NACA）成员，并很快成为其主席。作为美国国防部科研委员会主席，以及后来的美国科学研究与开发办公室主任，布什协调了大约六千名美国主要科学家在科学应用于战争中的活动。布什在第二次世界大战期间是一位著名的政策制定者和公共知识分子。作为美国国防部科研委员会及美国科学研究与开发办公室负责人，他发起了曼哈顿计划，并确保该计划得到政府最高层的最高重视。

## 生平
他于二战期间为曼哈顿计划发挥了巨大的作用。後來布什寫了《科學，無盡的邊疆》（Science, the Endless Frontier）一文給小羅斯福總統，建議美國政府大力支持科學研究，而且政府不需自己設立研究機構，只需提供研究經費，讓大學和私人企業依照研究表現來競爭政府的研究經費。此後美國政府提供的科學研究經費大幅增加，研究成果也很傑出成為全球科技第一的國家。在《诚如所思》中，他提出Memex这一概念，可以被看成为是现代万维网的先锋。